# Olpe (Kansas)
Pour les articles homonymes, voir Olpe.
Olpe est une ville américaine située dans le comté de Lyon, au Kansas. Selon le recensement de 2010, sa population est de 546 habitants.